# Торонто Мейпл Ліфс
«Торо́нто Ме́йпл Лі́фс» (укр. Кленові листки Торонто, англ. Toronto Maple Leafs) — заснована у 1917 році професіональна хокейна команда міста Торонто, провінції Онтаріо. «Мейпл Ліфс» одна з шести перших команд Національної хокейної ліги.Команда — член Атлантичного дивізіону, Східної конференції, Національної хокейної ліги.
Домашнє поле для «Торонто Мейпл Ліфс» — Ер-Канада-центр.
«Мейпл Ліфс» виграла хокейний трофей Кубок Стенлі 13 разів (п'ять разів під керівництвом Геп Дея). Це другий показник у НХЛ після «Монреаль Канадієнс», які виграли трофей 24 рази. Команда не має титулів конференції, оскільки виходила до фіналу плей-оф НХЛ ще до створення Східної та Західної конференцій.

## Відомі гравці
- Воротар: Брюс Гембл, Майк Палматір, Дон Сіммонс, Іван Мітчелл, Даг Фавелл.
- Захисники: Гарт Беш, Боббі Баун, Ларрі Гіллмен, Боб Голдгем, Ред Горнер, Росс Джонстоун, Білл Джузда, Алекс Левінскі, Гас Мортсон, Воллі Становскі, Боб Тернер, Джиммі Томсон, Біллі Стюарт, Клер Александер, Берт Корбо, Віллі Броссар, Рід Бейлі, Френк Коррадо, Дейв Берроуз, Ерні Дікенс, Гаррі Едмундсон, Джефф Фінгер, Джеррі Дюпон, Метт Мартін.
- Нападники: Джордж Армстронг, Білл Барілко, Ейс Бейлі, Енді Блер, Базз Болл, Гаррі Вотсон, Біллі Гарріс, Боб Гассард, Боб Грейсі, Дік Дафф, Боб Девідсон, Білл Дерлаго, Ларрі Джеффрі, Білл Езініцкі, Лорн Карр, Джо Клюкей, Герольд Коттон, Піт Ланжель, Вік Линн, Ед Літценбергер, Мілан Марсетта, Джонні Маккріді, Джек Маклін, Джон Макміллан, Нік Метц, Боб Невін, Редж Ноубл, Джим Паппен, Едді Шек, Гаррі Мікінг, Френк Фінніган, Трой Боді, Стен Джексон, Джон Бреннеман, Девід Кларксон, Деріл Еванс, Келлі Фейрчайлд, Рон Гайнсі, Крістіан Гансон, Біллі Тейлор

## Галерея

Банери з переможними сезонами в Кубку Стенлі
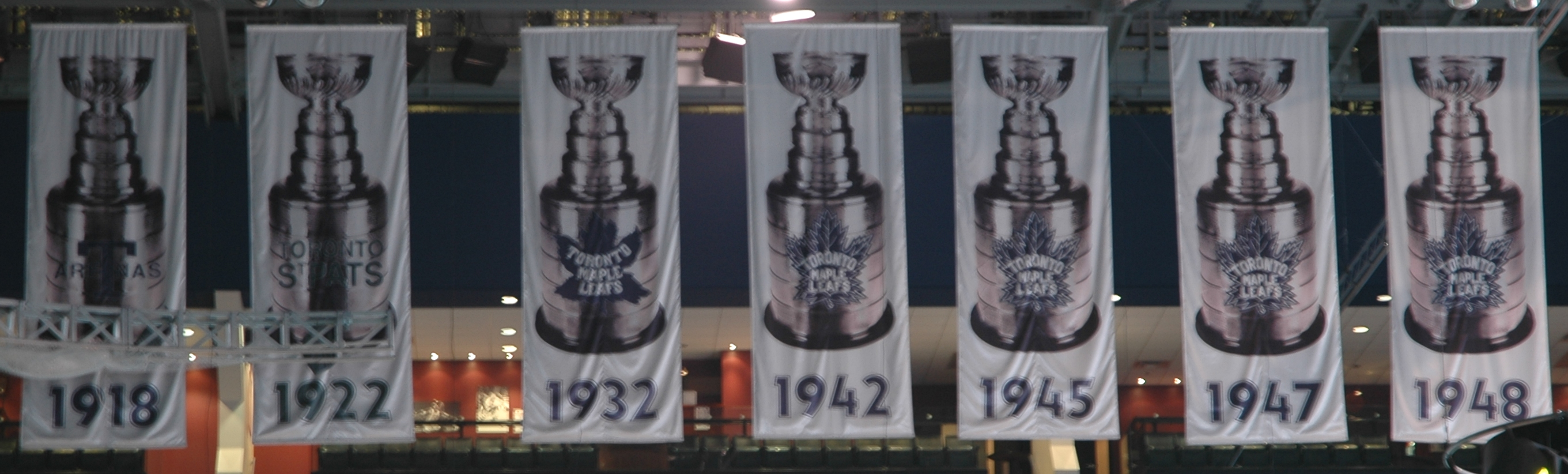
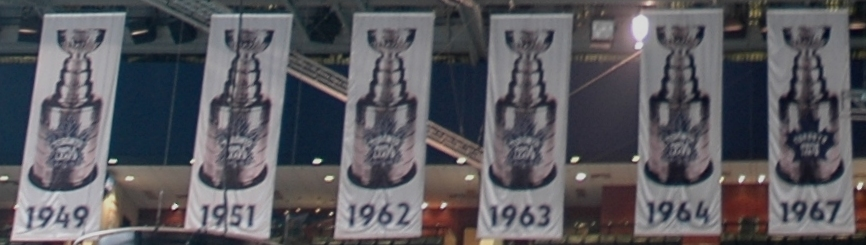